# Immunologie clinique
L'immunologie clinique est une la branche de la médecine visant à prendre en charge un malade dans sa globalité lorsque des mécanismes de réaction immunitaire sont en jeu, depuis le diagnostic jusqu'au traitement et suivi du patient, en tenant compte des avancées de l'immunologie. Ces mécanismes immunitaires, dotés d'un fonds commun mais propres à chaque patient en fonction de son système immunitaire, interviennent dans de nombreuses pathologies : maladies immunitaires dont les maladies auto-immunes, allergies, leucémies, lymphome, SIDA et infections de façon générale. Cette branche de la médecine concerne une large partie des praticiens, incluant les médecins généralistes et certains spécialistes (médecine interne, néphrologie, hépatologie, rhumatologie, infectiologues, oncologie, etc.  

## Une personnalisation nécessaire de la prise en charge
Si la personnalisation devrait théoriquement être de rigueur en médecine, elle devient nécessaire en immunologie clinique, puisque le système immunitaire inné et acquis est celui qui dépend le plus du génome et de l'épigénome de chaque individu. Toutefois, les traitements proposés par l'industrie pharmaceutique encore incomplets, et la médecine personnalisée à ses débuts.